# Награде Новог фестивала ауторског филма
Награде Новог фестивала ауторског филма.

Награда жирија српске секције ФИПРЕСЦИ за најбољи филм:
- 2007.  румунском филму «12:08 Источно од Букурешта»

Признање за најбоље ауторско достигнуће камере «Александар Петковић»:
- 2007 Лука Бигази директор фотографије италијанског филма «Породични пријатељ»

Награда «Поглед у свет» за храброст, машту и контроверзу аутентичног и другачијег аутора:
- 2007 – кинеском филму «Летња палата» редитеља Лоу Јеа, чије је приказивање на фестивалу првобитно било отказано

Види још Награда YU Fipresci